# Жовтець коренистий
Жовтець коренистий (Ranunculus polyrhizos) — вид квіткових рослин з родини жовтецевих (Ranunculaceae).

## Біоморфологічна характеристика
Багаторічна трав'яниста рослина 8–25 см заввишки. Корені волокнисті, однаково товсті. Стебел 1–3, знизу голі, зверху слабо запушені, прості. Прикореневих листків 4–7; листкові ніжки 1.5–5 см, голі; 3-роздільні або З-лопатеві, ниркоподібні, 0.7–1.8 × 1–3.2 см; нижні стеблові листки схожі на прикореневі, верхні — сидячі, 3-роздільні, сегменти лінійні. Квітки поодинокі, кінцеві, жовті, 1.1–2 см у діаметрі. Чашолистків 5, широко-яйцюваті, ≈ 5 мм. Пелюсток 5, зворотно-яйцюваті, 5–10 × 5–8 мм. Тичинок багато. Сукупність плодів майже куляста, ≈ 5 мм у діаметрі. Сім'янка злегка стиснута з обох сторін, зворотно-яйцювата, 1.6–2 × ≈ 1.2 мм, запушена.

## Поширення
Поширення: Вірменія, Росія (пд.-євр. частина й Сибір), Іран, Казахстан, Киргизстан, Туреччина, Україна, Сіньцзян. 
Населяє луки, чагарники.
В Україні вид росте на сухих місцях, солонцях — у Лісостепу на півдні (Ямпіль Вінницької обл.) та Степу (Велико-Анадоль Донецької обл.).